# Grad Tabor pri Dobri
Grad Tabor (nemško  Schloss Tabor ) je  srednjeveški grad, ki stoji na vrhu manjšega hriba, na jugu Gradiščanske 2 km severno od trškega naselja Dobra (Neuhaus am Klausenbach) v okrožju Ženavci (Jennersdorf) blizu tromeje Avstrije z Madžarsko in s  Slovenijo. 

## Zgodovina
O zgodovini gradu Tabor je malo zanesljivih podatkov. Je najstarejša stoječa zgradba v okrožju. Kot tabor ga je zgradil štajerski vodja najemniških vojakov Ulrik Pesnitzer okoli leta 1469, potem ko je starejši grad dve leti prej v veliki meri uničil Andrej Baumkircher. Pesnitzer je bil Baumkircherjev privrženec. Grad je bil postavljen na posesti gospostva Dobra, katere lastnik je bila rodbina Széchy iz Gornje Lendave. Ni pa gotovo, ali je grad Tabor sploh stal na mestu današnje palače. Margareta Széchy,  sestra Štefana Széchy, zadnjega moškega potomca gornjelendavske veje Széchy-jev, se je leta 1541 poročila s cesarskim pehotnim kapitanom grofom Nikolajem Salmom. Njuna hči Magdalena je gospostvo Dobro pripeljala v zakon z baronom Ladislavom III. Popelom von Lobkowitzem, ki je pripadal češki aristokraciji. Leta 1607 je gospostvo Dobra s poroko Eve Popel-Lobkowitz ponovno prišel v last Franca Batthyányja, ki se je odlikoval v turških vojnah. Kmalu zatem je bila postavljena današnja stavba, ki je bila sprva uporabljena kot nadomestno bivališče za grad Dobro, ki ni bil več primeren za bivanje. Majhen grad so Madžari imenovali "Lanczut", nemško govoreče prebivalstvo pa "Schulzenegg". V času protireformacije je bil – zlasti v letih 1618 do 1648 – zatočišče mnogih štajerskih protestantov. V poznem 17. stoletju so ga preuredili v baročni slog. 
Tabor je v prvi polovici 19. stoletja pripadal grofu Ludviku Batthyányju, ki je bil tudi gospodar gradu v Schlainingu in Ikervarju. Na kratko je prevzel mesto predsednika vlade madžarske revolucionarne vlade. Po zadušitvi upora je bil Batthyány najprej v hišnem priporu v svojem gradu, nato pa pripeljan v Budimpešto, kjer so ga leta 1849 ustrelili kot izdajalca. Kasneje je bila tu postavljena oblast in večina prostorov je bila preurejena v stanovanja za zaposlene na posestvu. V ta grad so se preselili tudi zaposleni uradniki gospostva Dobra iz tamkajšnjega gradu.
V obdobju po drugi svetovni vojni, ko so Gradiščansko zasedle ruske čete, je bil grad močno poškodovan, vendar so ga lastniki lahko popravili. Grad je bil do leta 1964 stalno naseljen. Grof Tomaž Batthyány je bil zadnji predstavnik svoje družine v Dobri. Med letoma 1992 in 1998 je bil Tabor v najemu Andreasa Coutinha. Nato je bil oddan v najem Združenju za promocijo naravnega parka Raab. Po poteku najemne pogodbe je graščina prešla v last trški občini Dobra (Neuhaus am Klausenbach). Stavba je bila v letih 2002 in 2003 temeljito obnovljena, dvorišče pa preurejeno v poletno areno. Tu vsako leto potekajo kakovostne operne predstave. Arkade služijo kot atmosferska kulisa. V gradu so tudi uprava naravnega parka, restavracija, krajevni muzej in galerija.

### Galerija
- Fotografije
- Pogled na notranje dvorišče
- Stranski vhod
- Grad Tabor z grajskim vinogradom